# Chippewa (langue)
Le chippewa (aussi appelé de façon ambiguë ojibwé ou ojibway, ces termes désignant également d'autres langues proches) est une langue algonquienne centrale parlée aux États-Unis (essentiellement dans le Minnesota et par extension également dans le Michigan, le Wisconsin, et le Dakota du Nord) et par des minorités au Canada (dans le sud-ouest de l'Ontario) à l'ouest du lac Supérieur le long de la frontière fluviale entre les deux pays.
La langue, qui est écrite et enseignée à l'école dans le Minnesota aux États-Unis, est malgré tout menacée.

## Classification du chippewa
Le chippewa, fait partie de la chaîne dialectale de l'ojibwé, avec l'ojibwé, l'algonquin, l'odawa et l'oji-cree.
Ce terme désigne les variétés de l'ojibwe parlées essentiellement aux États-Unis.